# Petenera

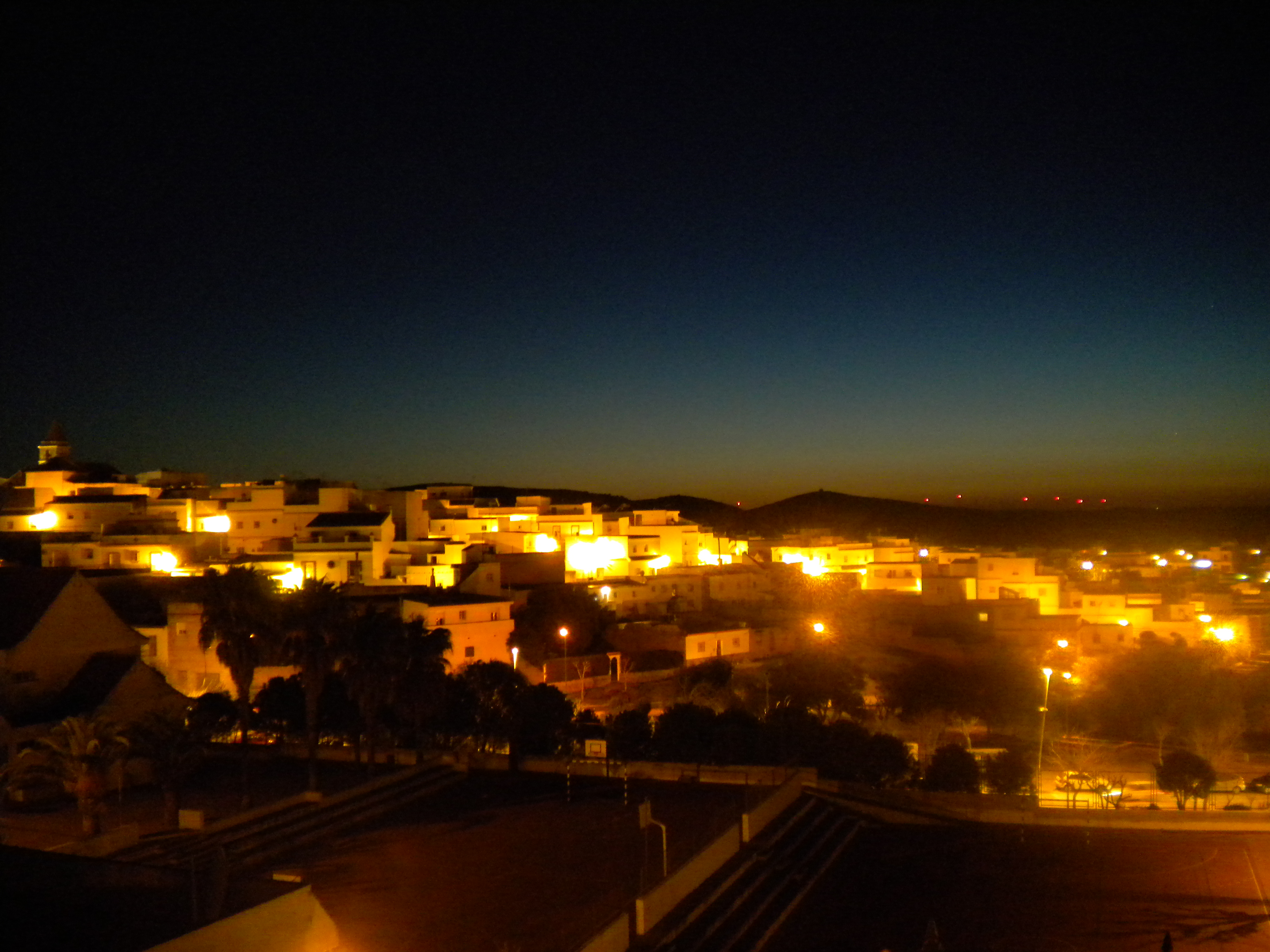
Vista de Paterna de Rivera de noche, el pueblo que pudo dar nombre a las peteneras.

Las peteneras son un palo flamenco que se basa en una estrofa de cuatro versos octosílabos que se convierten en seis o más por repetición de algunos de los versos y el añadido de otro a modo de ripio. Este palo flamenco tiene letras tristes y melancólicas, y se interpreta de forma lenta y sentimental, aunque existen versiones antiguas con ritmos más rápidos y temas menos sombríos. La métrica se corresponde con una unión de los compases de 6/8 y 3/4, organizándose los acentos de la siguiente manera 1-2-3 1-2-3 1-2 1-2 1-2.

## Historia
La primera noticia documentada de la petenera corresponde 
a un cartel de una función en el Teatro del Coliseo de México en 1823, donde aparece como un tema bailable.
Las primeras noticias constatadas en España son del año 1826, en la ciudad de Cádiz, donde se anuncia una función teatral en la que el bailarín Luis Alonso interpretaría una petenera veracruzana o americana.

La petenera existía como forma musical previamente a su adaptación al flamenco; para algunos estudiosos, está emparentada con la zarabanda del siglo XVII. Según algunas hipótesis no confirmadas, el nombre proviene de una cantaora natural de Paterna de Rivera (Cádiz) llamada La Petenera, que vivió a finales del siglo XVIII. Otros afirman que la petenera procede del Departamento de Petén en Guatemala o que proviene de la música sefardí. Ninguna de estas hipótesis se ha comprobado con certeza ni es aceptada de forma general por los estudiosos que han investigado la cuestión. Algunas teorías integradoras, sugieren que surgió como un romance cantado que se hizo bailable en México y regresó a España a través de Cádiz alrededor de 1826, aflamencándose y transformándose hasta llegar a la forma actual.

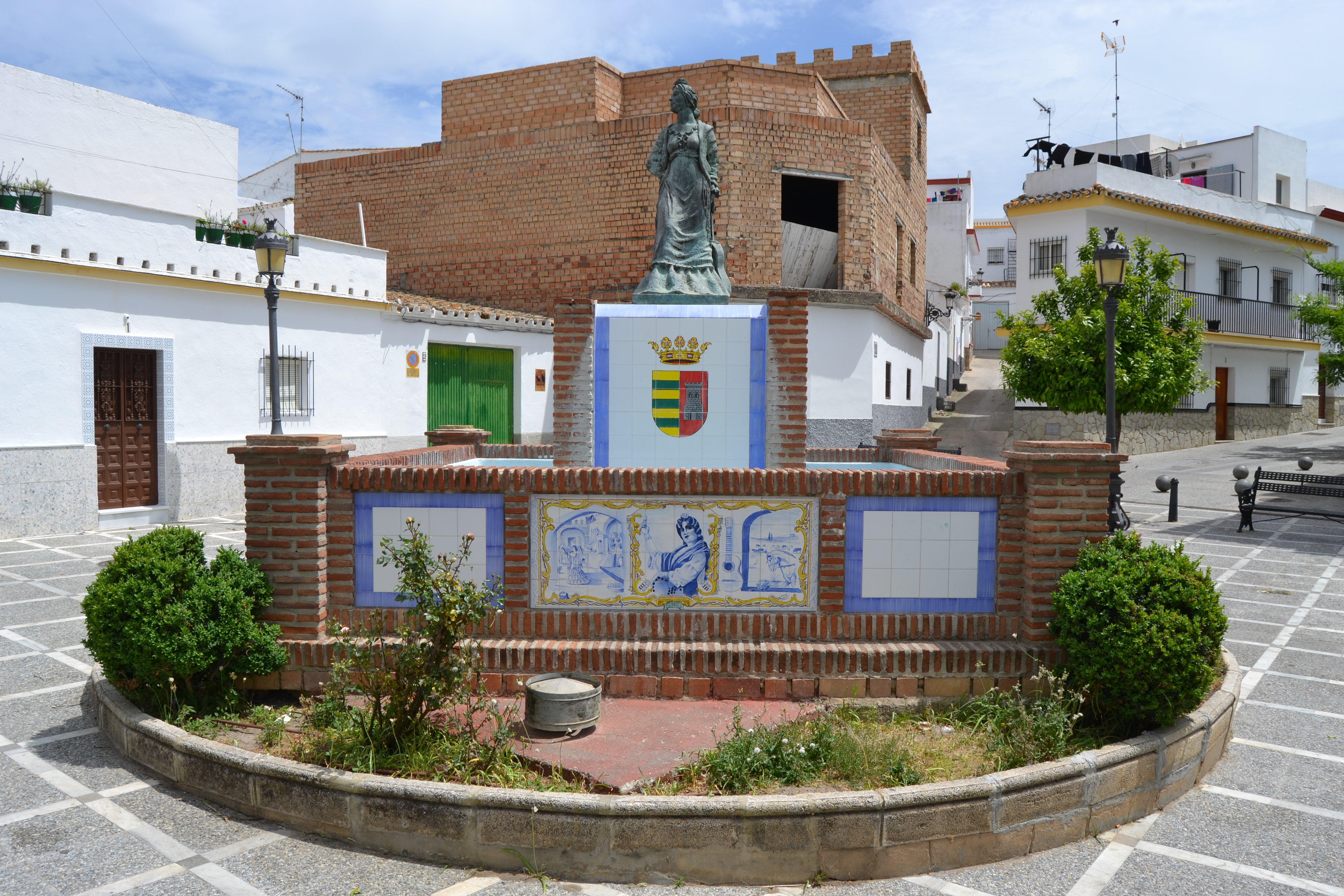
Monumento a la Petenera en Paterna de Rivera

Existen diferentes versiones de este cante: la antigua y la moderna, y esta a su vez puede ser corta (chica) y larga (grande). La llamada petenera grande no es bailable, a diferencia de la corta, que sí puede bailarse acompañada por palmas.  
A finales del siglo XIX, el cantaor Medina el Viejo (José Rodríguez Concepción) dio a conocer su versión de la petenera. Esta fue adoptada por su hijo  José Rodríguez de la Rosa (Niño medina) y Antonio Chacón. De él pasó a la Niña de los Peines, que realizó una versión propia que sería muy repetida después por otros artistas como Pepe el de la Matrona.
La danza de la petenera fue muy popular a finales del siglo XIX, y se enseñaba en las escuelas de baile después de las seguidillas sevillanas.
Federico García Lorca le dedicó a este cante su poema «Gráfico de la petenera», que forma parte de la obra Poema del cante jondo (1931), e incluso las interpretó al piano acompañando a La Argentinita en una histórica grabación. El compositor Pablo Sarasate escribió una obra titulada Peteneras para violín y piano.
Históricamente, tanto el baile como el cante de la petenera han estado rodeados de un aura supersticiosa, se afirmaba que traía mala suerte a sus intérpretes.

## Petenera en América
Otro tipo de petenera que existe en América es la Petenera Huasteca, y tiene características que marcan un puente entre la música española y la mexicana. Proveniente de una región en México conocida como la Huasteca (conformada por regiones de los estados de Veracruz, San Luis Potosí, Hidalgo, Querétaro y Tamaulipas), esta música es interpretada por un trío de instrumentos (violín, jarana huasteca y guitarra quinta o guitarra huapanguera). Las características rítmicas de esta música son el uso de síncopa y sesquiáltera, y como elemento sustancial el uso de la improvisación. En la lírica de la petenera huasteca es característico el tema de la Sirena como tema central en su canto. Tiene una estructura de copla de cuatro versos, común en las peteneras del canto español, que a su vez se extiende con la adición de dos versos más, siendo así la forma métrica predominante.

## Letras de peteneras
| Petenera de La Niña de los Peines | Petenera de La Argentinita | Petenera de Medina el Viejo | Petenera de Carmen Linares | Petenera de José Menese |
| --- | --- | --- | --- | --- |
| Quisiera yo renegar de este mundo por entero, volver de nuevo a habitar ¡madre de mi corazón! volver de nuevo a habitar, por ver si en un mundo nuevo encontraba más verdad. | En el Café de Chinitas dijo Paquiro a su hermano soy más valiente que tú, más torero y más gitano. Sacó Paquiro el reloj y dijo de esta manera: este toro ha de morir antes de las cuatro y media. Al dar las cuatro en la calle se salieron del Café; y era Paquiro en la calle un torero de cartel. | Nadie me tendió la mano cuando más hundío estaba. Que nadie venga a mi puerta pidiendo un sorbo de agua. Nadie me tendió la mano Cuando más hundío estaba. | Por las calles de Judea pasa una mujer llorando dicen que es de Sefarad ¡madre de mi corazón! dicen que es de Sefarad que la sigue recordando y no la puede olvidar. | Sentenciado estoy a muerte si me ven hablar contigo, ya pueden los matadores ¡madre de mi corazón!, ya pueden los matadores a prevenir los cuchillos. Sentenciado estoy a muerte si me ven hablar contigo. |

## Concurso
La localidad de Paterna de Rivera realiza desde hace más de 49 años  la ultima semana de julio se celebra el concurso de cante por este palo que es la principal referencia en el mantenimiento del arte flamenco.